# Peyo
Peyo (francès: Pierre Culliford)  (Schaerbeek, 25 de juny de 1928 - Brussel·les, 24 de desembre de 1992) pseudonim de Pierre Culliford, va ser un dibuixant de còmics belga.

## Biografia
Va començar els seus estudis a l'Acadèmia Reial de Belles Arts de Brussel·les, però al cap d'uns mesos la va abandonar. Després va començar a treballar a un estudi d'animació, on coneixeria a autors com Morris i Franquin. Més tard va treballar per a agències de publicitat; apassionat de la història de l'edat mitjana crea el seu primer personatge medieval Jan, a qui aviat va buscar un company, passant a ser la sèrie Jan i Trencapins.
L'any 1958 publica per entregues La Flûte a six trous, publicat posteriorment en àlbum amb el títol La flauta dels sis barrufets (La Flûte a six schtroumpfs), en la qual apareixien per primera vegada Els barrufets com a personatges secundaris. L'èxit instantani dels barrufets i el treball de Peyo en les seves versions d'animació, marxandatge, etc. Van obligar amb el temps Peyo a abandonar els seus altres personatges, fins al punt d'arribar a dir que se'n sentia "presoner".
A principis dels anys 60, va fundar un estudi per acollir els seus ajudants com François Walthéry, Roland "Gos" Goossens o fins i tot Marc Wasterlain i va crear la sèrie Benoît Brisefer i Jacky i Celestin. A principis dels anys 70, la producció de Peyo disminuirà considerablement. En primer lloc perquè el 1975, la pel·lícula d'animació La flauta amb sis barrufets va adaptar-se d'un dels seus àlbums. Després, a principis dels anys 80, el cinema americà va adaptar Els Barrufets en sèrie animada, que va mantenir Peyo molt ocupat malgrat els seus problemes de salut recurrents. Poc després de l'aventura americana, va deixar les edicions Dupuis i Spirou per fundar la seva editorial, Cartoon Creation, i la seva revista, Schtroumpf!, que es tanquen ràpidament després de problemes de gestió. El 1992, es va incorporar a les edicions de Le Lombard, però va morir pocs mesos després d'un atac de cor. Des de la seva mort, els seus fills han mantingut viva la seva obra gràcies a la marca "Peyo".

## Obra
Personatges creats per Peyo:
- Els barrufets (Les schtroumpfs)
- Jan i Trencapins (Johan et Pirlouit)
- Benet Tallaferro (Benoit Brisefer)
- Poussy
- Pierrot et la lampe
- Jacky et Celestin